# Glochidion drypetifolium
Glochidion drypetifolium är en emblikaväxtart som beskrevs av Airy Shaw. Glochidion drypetifolium ingår i släktet Glochidion och familjen emblikaväxter. Inga underarter finns listade i Catalogue of Life.